# Jugezhuang, Shandong
Jugezhuang (kinesiska: 莒格庄, 莒格庄镇) är en köpinghuvudort i Kina. Den ligger i provinsen Shandong, i den östra delen av landet, omkring 420 kilometer öster om provinshuvudstaden Jinan. Antalet invånare är 17 393. Befolkningen består av 8 639 kvinnor och 8 754 män. Barn under 15 år utgör 7,0 %, vuxna 15-64 år 74 %, och äldre över 65 år 18,0 %.
Runt Jugezhuang är det tätbefolkat, med 319 invånare per kvadratkilometer. Närmaste större samhälle är Gejia, 14,9 km öster om Jugezhuang. Trakten runt Jugezhuang består till största delen av jordbruksmark.
Genomsnittlig årsnederbörd är 743 millimeter. Den regnigaste månaden är juli, med i genomsnitt 227 mm nederbörd, och den torraste är januari, med 13 mm nederbörd.